# Operatore unitario
In geometria, un operatore unitario, detto anche trasformazione unitaria, è un isomorfismo tra due spazi di Hilbert che conserva il prodotto scalare, e si tratta pertanto della generalizzazione del concetto di isometria al campo complesso.
Gli operatori unitari su spazi di Hilbert finito-dimensionali costituiscono l'insieme delle matrici unitarie. Nel caso possiedano tutti gli elementi reali, le matrici unitarie sono dette matrici ortogonali e sono corrispondenti agli operatori unitari su {\displaystyle \mathbb {R} ^{n}}.

## Definizione
Si definisce operatore unitario un isomorfismo {\displaystyle U:{\mathcal {H}}_{1}\rightarrow {\mathcal {H}}_{2}} tra due spazi di Hilbert che conserva il prodotto scalare:
{\displaystyle (\phi ,\psi )=(U\phi ,U\psi )\qquad \forall \phi ,\psi \in {\mathcal {H}}_{1}}
In modo equivalente, un operatore unitario è un operatore tale che:
{\displaystyle U^{\dagger }U=UU^{\dagger }=1}
dove si indica con {\displaystyle U^{\dagger }} l'aggiunto dell'operatore {\displaystyle U}.
In particolare, la norma di un operatore unitario è unitaria:
{\displaystyle \|U\|=1}
In spazi vettoriali a dimensione finita la suriettività è garantita dal fatto che un operatore unitario è un isomorfismo, e da essa discende l'invertibilità.

## Spettro
Lo spettro di un operatore unitario {\displaystyle U} giace sulla circonferenza unitaria, ovvero per ogni numero {\displaystyle \lambda \in \mathbb {C} } nello spettro si ha {\displaystyle |\lambda |=1}. Questo fatto può essere visto come una conseguenza del teorema spettrale per operatori normali, che stabilisce che {\displaystyle U} è unitariamente equivalente alla moltiplicazione per una funzione {\displaystyle f\in L^{2}(\mu )} misurabile rispetto alla sigma-algebra di uno spazio di misura finito {\displaystyle (X,\mu )} con misura di Borel {\displaystyle \mu }. Allora, dal momento che {\displaystyle UU^{\dagger }=I} implica {\displaystyle |f(x)|^{2}=1} quasi ovunque rispetto a {\displaystyle \mu }, lo spettro essenziale di {\displaystyle f}, e dunque lo spettro di {\displaystyle U}, è contenuto nella circonferenza unitaria.

## Linearità
La linearità di un operatore unitario può essere derivata a partire dalla linearità del prodotto interno definito positivo:
{\displaystyle \langle \lambda \cdot Ux-U(\lambda \cdot x),\lambda \cdot Ux-U(\lambda \cdot x)\rangle }
{\displaystyle =\|\lambda \cdot Ux\|^{2}+\|U(\lambda \cdot x)\|^{2}-\langle U(\lambda \cdot x),\lambda \cdot Ux\rangle -\langle \lambda \cdot Ux,U(\lambda \cdot x)\rangle }
{\displaystyle =|\lambda |^{2}\cdot \|Ux\|^{2}+\|U(\lambda \cdot x)\|^{2}-{\overline {\lambda }}\cdot \langle U(\lambda \cdot x),Ux\rangle -\lambda \cdot \langle Ux,U(\lambda \cdot x)\rangle }
{\displaystyle =|\lambda |^{2}\cdot \|x\|^{2}+\|\lambda \cdot x\|^{2}-{\overline {\lambda }}\cdot \langle \lambda \cdot x,x\rangle -\lambda \cdot \langle x,\lambda \cdot x\rangle }
{\displaystyle =0}
In modo analogo si ottiene:
{\displaystyle \langle U(x+y)-(Ux+Uy),U(x+y)-(Ux+Uy)\rangle =0}